# Навколо світу за 80 днів (фільм, 1956)
«Навколо світу за 80 днів» (англ. Around The World In 80 Days) — американський пригодницький фільм 1956 року, режисера Майкла Андерсона. Екранізація однойменного пригодницького фантастичного роману Жуля Верна. 5 премій «Оскар». У фільмі знялося дуже багато знаменитостей: популярний мексиканський комік Кантінфлас, один з найбільших коміків німого кіно Бастер Кітон, Френк Сінатра в епізодичній ролі тапера, Марлен Дітріх в ролі відвідувачки кабаре.

## Сюжет
Екранізація книги Навколо світу за вісімдесят днів.

## У ролях
У фільмі було задіяно понад 400 акторів. Головними з них є:
- Дейвід Нівен — Філеас Фогг
- Кантінфлас — Паспарту
- Ширлі Мак-Лейн — принцеса Ауда
- Роберт Ньютон — інспектор Фікс
- Шарль Буає — Томас Кук паризький клерк
- Роберт Морлі — губернатор банка Англії
- Ноєл Коуард — Роланд Гескет-Багготт — лондонське агентство зайнятості
- Джон Гілгуд — Фостер
- Тревор Говард — Деніс Фалентін
- Мартін Кароль — дівчинка на станції паризької залізниці
- Фернандель — французький кучер
- Марлен Дітріх — берберійський власник бару
- Френк Сінатра — піаніст в берберійському барі
- Бастер Кітон — кондуктор
- Пітер Лорре — доктор Адольфус Бедлоу
- Герміона Ґінгольд — Спортивна леді

## Нагороди
Премія «Оскар» за найкращий фільм, найкращий адаптований сценарій, найкращу роботу оператора (кольорові фільми), найкращий монтаж, найкращий саундтрек для драматичних і комедійних картин. Номінації за найкращого режисера Майкла Андерсона, найкращу роботу художника (кольорові фільми) і найкращу роботу художника по костюмах (кольорові фільми).
Премія «Золотий глобус» за найкращий фільм-драму і найкращу чоловічу комедійну роль (Кантінфлас). Номінація за найкращого режисера Майкла Андерсона.